# Reserva nacional de los Ríos Yukón-Charley
La reserva nacional de los ríos Yukon-Charley (en inglés: Yukon-Charley Rivers National Preserve) es una reserva nacional de los Estados Unidos que protege 185 de los 3000 km del río Yukón y toda la cuenca del río Charley, en el centro-este de Alaska a lo largo de la frontera con Canadá. El río Yukón fue un medio de acceso a la región a finales del siglo XIX y principios de XX durante la fiebre del oro. Dragas de oro recuperaron cantidades considerables de oro aluvial de los riachuelos de la zona.
Hoy en día la reserva incluye parte de la ruta de la carrera anual de mushing Yukon Quest que tiene lugar cada mes de febrero. Durante el verano es popular el rafting en los ríos Yukon y Charley. La zona está todavía enteramente sin caminos y sólo se puede acceder a través del aire o el agua.